# Tasha Danversová
Tasha De'Anka Danversová (* 19. září 1977 Londýn) je britská atletka, která skončila na třetím místě na 400 metrů překážek na olympijských hrách v Pekingu v roce 2008. Narodila se v Londýně dvěma sportovcům, Dorrett McKoy a Donald Danvers, kteří se oba přestěhovali z Velké Británie do Jamajky jako děti.